# 로버트 로자
로버트 로자(Robert Loggia, 1930년 1월 3일 ~ 2015년 12월 4일)는 미국의 배우이다. 《톱니 바퀴의 칼날》(1985)로 1986년 제58회 아카데미상 남우조연상 후보에 올랐으며, 《빅》(1988)으로 1990년 제16회 새턴상 남우조연상을 수상하였다.

## 출연 작품

### 영화
- 최고의 이야기 (1965)
- 사관과 신사 (1982)
- 핑크 팬더 6 - 핑크 팬더의 추적 (1982)
- 핑크 팬더 7 - 핑크 팬더의 저주 (1983)
- 스카페이스 (1983)
- 톱니 바퀴의 칼날 (1985)
- 프리찌스 오너 (1985)
- 빅 (1988)
- 올리버와 친구들 (1988) - 애니메이션
- 미녀 드라큐라 (1992)
- 나쁜 여자들 (1994)
- 인디펜던스 데이 (1996)
- 로스트 하이웨이 (1997)
- 다시 사랑할까요 (2000)

### 텔레비전
- 하와이 파이브-O (1979)
- 매그넘 P.I. (1980, 1986)
- 꿈꾸는 낙원 (1981)
- 제시카의 추리극장 (1984)
- 말콤네 좀 말려줘 (2000)
- 프레이저 (2000)
- 천사의 손길 (2000)
- 소프라노스 (2004)
- 탐정 몽크 (2008)